# Paspardo
Paspardo (Paspàrt in dialetto camuno) è un comune italiano di 579 abitanti, della Val Camonica, provincia di Brescia in Lombardia.
È raggiunto dalla strada provinciale 88 che lo collega da un lato al vicino paese di Cimbergo, dall'altro a valle a Capo di Ponte lungo la strada della Deria.
Il territorio di Paspardo confina con diversi comuni: a ovest con quello di Capo di Ponte, a nord con quello di Cedegolo, a sud e ad est con quello di Cimbergo.

## Geografia fisica

### Territorio
Collocato su un pianoro a quota 1000 metri, in una incantevole posizione dominante la Val Camonica, è affacciato di fronte alla Concarena e incorniciato dalla catena del Tredenus e dal Pizzo Badile Camuno. Il paese sorge ai piedi del monte Colombé, sormontato dalla cima Barbignaga (Brögn), nei pressi del passo della Porta che permette di raggiungere il lago d'Arno (raggiungibile anche direttamente dal paese, attraverso il sentiero dei Tre Fratelli). Il territorio è caratterizzato a sud dal profondo gretto del torrente Re di Tredenus, che segna il confine con il territorio di Cimbergo; al di sotto del paese, in località Deria (Divra) si estendono ampi castagneti fino alle località di Campivo (Capo di Ponte) e Triplane (Grevo). 
Un tempo collegato ai paesi vicini, attraverso vari sentieri, fra cui il "Biàl dole Scale" (loc. Le Sante di Capo di Ponte), oggi è collegato dalla strada provinciale SP 88.

## Storia
1298: I diritti feudali (dall'archivio Vescovile di Brescia, registri della Mensa vescovile, ad annum)
"Il signor Andrea, figlio del fu signor Arnemboldo di Saviore, il signor Federico, figlio del signor Giovanni di Andrista... devono dare e pagare all'episcopato un peso di pesci salati e secchi per il luogo dell'episcopato in contrada detta in Arno territorio di Saviore. Diedero fideiussione per loro Rosso di Paspardo e Adamo, detto Pollicino, di Paspardo. Il termine è a Natale e la carta è stata fatta da Stefanino Rossi Fatino di Cemmo nell'anno passato cioè 1298, l'affitto deve essere pagato nella terra di Cemmo secondo la volontà del vescovo".
L'8 aprile 1299 i consoli della vicinia di Paspardo si recano a Cemmo dove è presente Cazoino da Capriolo, camerario del vescovo di Brescia Berardo Maggi. Qui giurano secondo la formula consueta fedeltà al vescovo, e pagano la decima dovuta.
Il 24 ottobre 1336 il vescovo di Brescia Jacopo de Atti investe iure feudi dei diritti di decima nei territori di Paspardo al Comune (vicinia) ed agli uomini di Paspardo.
Dal 1927 al 1947 Paspardo fu unita a Cimbergo nel comune di Cimbergo-Paspardo.
Almeno fino agli anni '60, alcuni mandriani si recavano annualmente , durante la stagione estiva, con buona parte delle greggi delle famiglie del paese, nelle malghe trentine (Pihìna) della val di Fumo attraverso un lungo tragitto (Sentiero dei Tre Fratelli, lago d'Arno, Passo di Campo), dove la vicinia di Paspardo possedeva ampie porzioni di Vallata: malghe Bissina, Ervina, Pietra Fassa, Latola. Anche le comunità di Cimbergo e Saviore avevano possedimenti in quelle terre, rispettivamente le malghe Leno, Gello, Gellino e le malghe di Campo di Sopra, di Sotto, Breguzzo, Re di Castello, Cerudine. La Malga Bissina venne venduta per la costruzione del bacino idroelettrico da cui si è formato il lago di Bissina; con la siccità degli ultimi anni e il restringimento del lago, tornano qualvolta in vista i ruderi di alcune malghe/cascine.

### Feudatari locali
Famiglie che hanno ottenuto l'infeudazione vescovile dell'abitato:
| Famiglia            | Stemma | Periodo  |
| Vicinia di Paspardo |        | 1336 - ? |

### Simboli
Lo stemma e il gonfalone sono stati concessi con decreto del presidente della Repubblica del 2 agosto 1982.
Il gonfalone è un drappo troncato di rosso e di giallo.

## Monumenti e luoghi d'interesse
Centro Storico

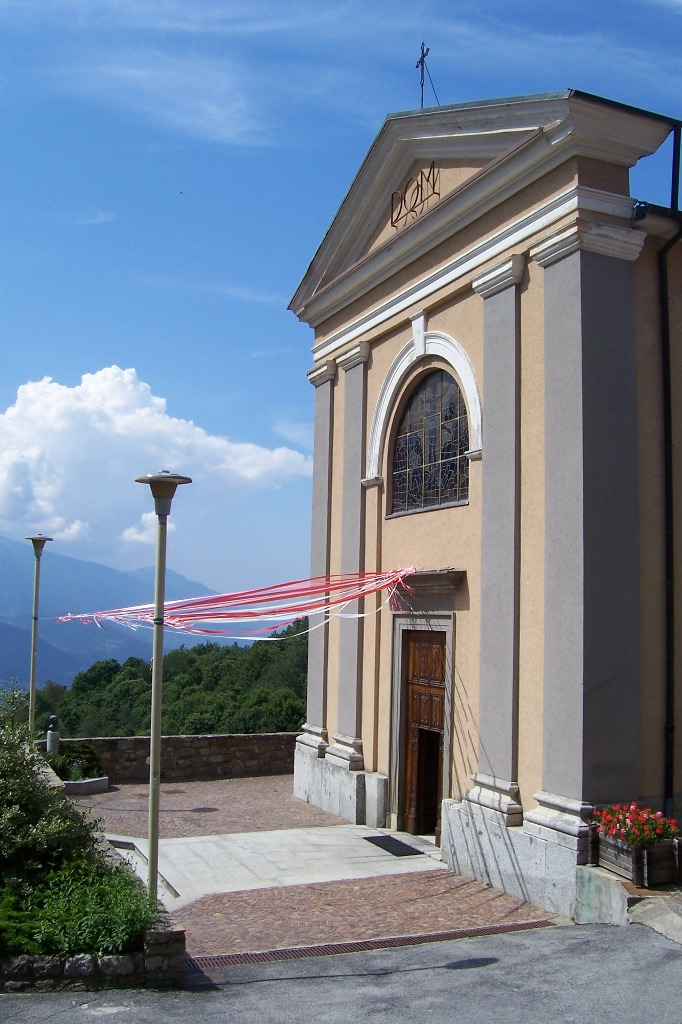
Chiesa di San Gaudenzio

Nel centro storico è possibile osservare i caratteristici anvólcc (archi e volte di sostegno) e raólcc (strade voltate coperte), oltre agli antichi portali con iscrizioni; le case spesso celano al loro interno delle spaziose aie ("era"), in cui un tempo venivano svolte le attività artigianali/contadine (come la battitura del frumento).
Il centro storico è diviso in varie contrade: Fontana, Plaha, Quadrobio, Racco, Scarolina, Sbaöla.

### Architetture religiose
Le chiese di Paspardo sono:
- Parrocchiale di San Gaudenzio
- Santuario della Deria, chiesa sorta nell'ampio castagneto della Deria, dove si spostava la popolazione di Paspardo durante il periodo della raccolta.
- Chiesetta della Madonna delle Nevi in località Plà dol Rac.

Interesse naturalistico
-Centro Faunistico del Parco regionale dell'Adamello
-Rifugio Colombé
-Castagneti e cascine località Deria, Campivo e Triplane
-Baite e pascoli località Pusol, Zumella, Nicol, Baitù, Pradalbì
Nomi di luoghi e località limitrofe:
-Bolp, 'N Vall, Dos dola Hegnada, ìt, 'Al de Fuòs, 'Al de plaha, Campìf, Triplane, Pùt, Funtanine, ai Mulì, ale Mure, Canèt, Munfrì, ai Pos, Rac, Galinì, Plana, Puìt, Prada, Fless, Pohöl, Ghisgiulì, Puzol, Valzél dola mpromia, Plà de Guadagn, Bait dola Madona, Calchera, Bergol, Peha 'ache, Corbela, Nicol, Sablönera, Pas Porta, Baha dol cop, Zömela, Lognét, Baitù, Foràm, Plà dol Rac, Plà de cap, Palahina, Brogn, Càrt, Cornei, Coran Scarpiù, Bus dele grole, Daha, plà de Tupì, Cadanocol, Nusa, plà de Marsa, Nusa, Tret, Fre, Holaol, Crus de Barbes, Dos Costapeta, Plas, Dos Sulìf, Volbegana, Varicla, Laich d'Aran, Trii Fradii, Frezoss, Driva, Santa Barbara, Tredenus, Pes Badél, Volànt, Colom, Tret, Clef dola Gles'gia, Pér, Goia, Taola dol Marmo, Marmòr, Fornocol, Stablèl, Plà lonch, Salì, Salina, Crus, Pos dol pal del luf, Tei, Dos de Ozana, Gazada, Plà dei agnilì, Pihina, Ervina, Latola, Predafaha, Loera, Hehola, Roenada, Cà Morta, ale Rie, Castél, plà da Fröf,

## Società

### Evoluzione demografica
Abitanti censiti

Persone legate a Paspardo
- Maria Salari nasce a Paspardo nel 1901 e muore nei cieli americani a soli 27 anni. È la prima donna con il brevetto di pilotaggio dell'intera costa orientale americana e, con il marito anche lui aviatore, crea il primo servizio postale aereo del Mar Caraibico.
- Cesare Bertolotti, pittore.
- Giuseppe Bertolotti, capitano alpino.
Originari di Paspardo:
-Martinazzoli, Ruggeri, Salari, Derocchi, Depedro, Squaratti, Sorteni, Giacomi, Bonfadini, Laidelli, Delaidelli.

### Tradizioni e folclore
Gli scütüm sono nei dialetti camuni dei soprannomi o nomiglioli, a volte personali, altre indicanti tratti caratteristici di una comunità. Quello che contraddistingue i paspardesi ("pasparcc"), gli abitanti di Paspardo, è Pahpardèi/Paspardì oppure Sguísser. *
A Cimbergo sono soprannominati Cülbass o Malìgn, mentre gli abitanti dei confinanti Cimbergo e Grevo sono conosciuti a Paspardo rispettivamente come Hembargòcc/Hembargù/Bastì e Cuspì/Curtilì.
- 1º gennaio, Capodanno: Ancora oggi permane l'usanza della distribuzione gratuita del sale da parte della Vicinia a ciascun capofuoco (famiglie residenti).[10] Permane la distribuzione del sale a ciascuna famiglia anche in seguito ai funerali.
- 06 gennaio (Epifania), Gabénàt: durante questa festa conosciuta in altre zone della Valle come gabinòt o gabinat, ci si scambiava, specie fra fidanzati, piccoli doni, come frutta secca o mandarini. Il termine deriva dal tedesco Nacht der Gaben o Gabe-nacht che significa appunto notte dei regali, tale occasione era infatti diffusa oltre che nei confinati Trentino e Valtellina anche nel Tirolo, in Austria e in Baviera.
- Pasqua: era tradizione che il padrino (ghedàs) donasse una spongada al proprio figlioccio (fiòs) per rinfrancare questo legame.
- 25 aprile Rogazioni di San Marco: era tradizione compiere la processione fino al Capitello dei Due Pini, presso un altare preistorico.[10]
- 23 giugno vigilia di San Giovanni Battista: vi era fino a qualche decennio fa una processione notturna fino al Capitello dei Due Pini.[10]
- Seconda domenica di Ottobre, festa del raccolto in località Deria: fino a pochi anni fa era organizzata in località Deria, zona ricca di castagneti, una festa che chiudeva la stagione della raccolta delle castagne, in passato fondamentale per l'economia del paese. La vita del paese era regolata dai tempi della natura, che garantiva un'efficiente sfruttamento del territorio: durante il periodo autunnale si trasferiva in Deria buona parte della popolazione del paese per dedicarsi esclusivamente alla suddetta attività, mentre d'estate nelle baite in quota per seguire il movimento delle greggi.
- La sera, prima di andare a dormire, era usanza ritrovarsi tutta la famiglia nelle stalle per fare la "leherna", dove venivano narrati racconti (bòte) più vari, semplicemente per divertire o spaventare (numerosi erano i racconti sulle strìe e i pé de cavra, solitamente ambientati in località Deria), ma anche per trasmettere norme e valori.

## Amministrazione

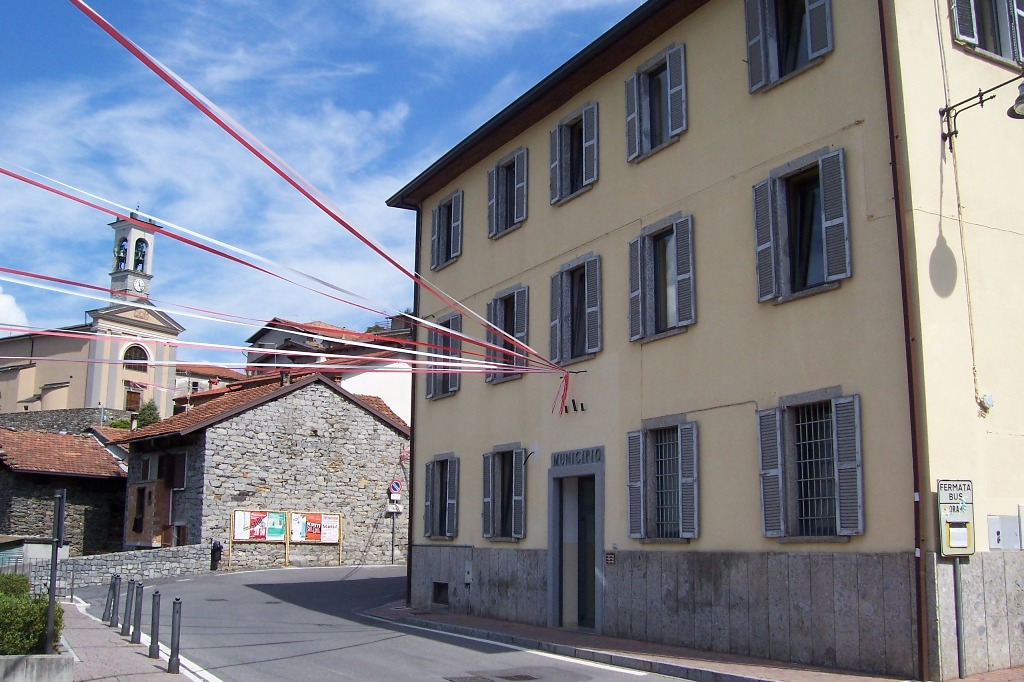
Municipio

| Periodo        | Periodo        | Primo cittadino  | Partito                           | Carica  | Note |
| -------------- | -------------- | ---------------- | --------------------------------- | ------- | ---- |
| 26 agosto 1989 | 28 maggio 2002 | Gaudenzio Salari | DC lista civica di centrosinistra | Sindaco |      |
| 28 maggio 2002 | 7 maggio 2012  | Delia Orsignola  | lista civica di centrodestra      | Sindaco |      |
| 7 maggio 2012  | in carica      | Fabio Depedro    | lista civica                      | Sindaco |      |

### Unione di comuni
Paspardo fa parte dell'Unione Comuni di Ceto, Cimbergo e Paspardo, assieme ai comuni di Ceto e Cimbergo.

L'unione di comuni, che ha sede a Ceto, è stata creata il 1º gennaio 1998, essendo la prima unione di comuni in Valle Camonica, ed ha una superficie di circa 69,01 km².
Nel 2017 il comune di Ceto ha lasciato l'unione, ora formata solamente dai comuni di Cimbergo e Paspardo e ribattezzata "Unione lombarda di Cimbergo e Paspardo", diventando la più piccola unione comunale di Valle Camonica.

## Galleria d'immagini

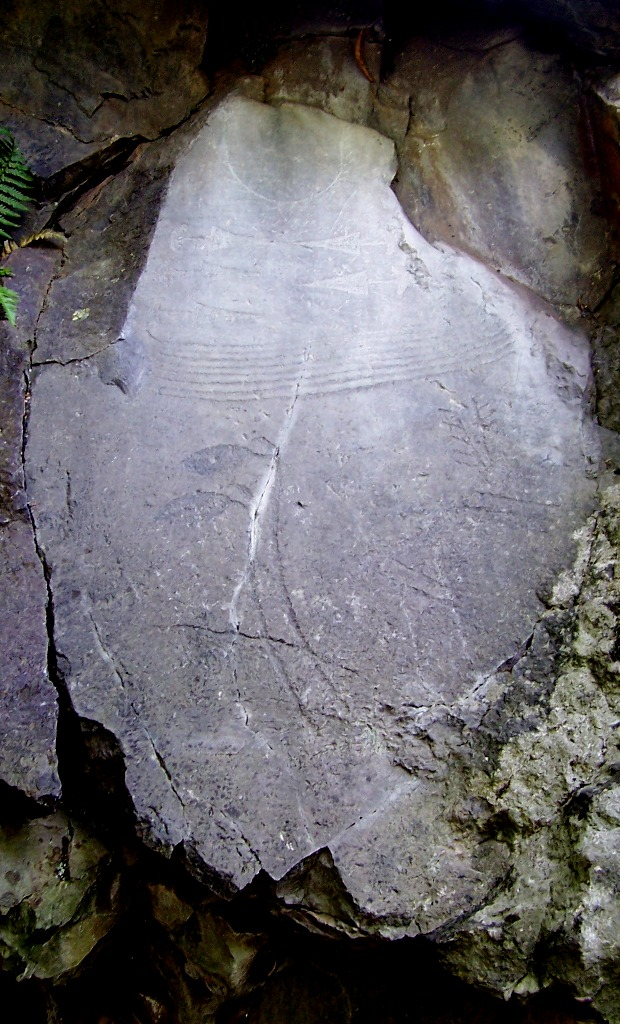
Capitello dei due pini (Età del rame)
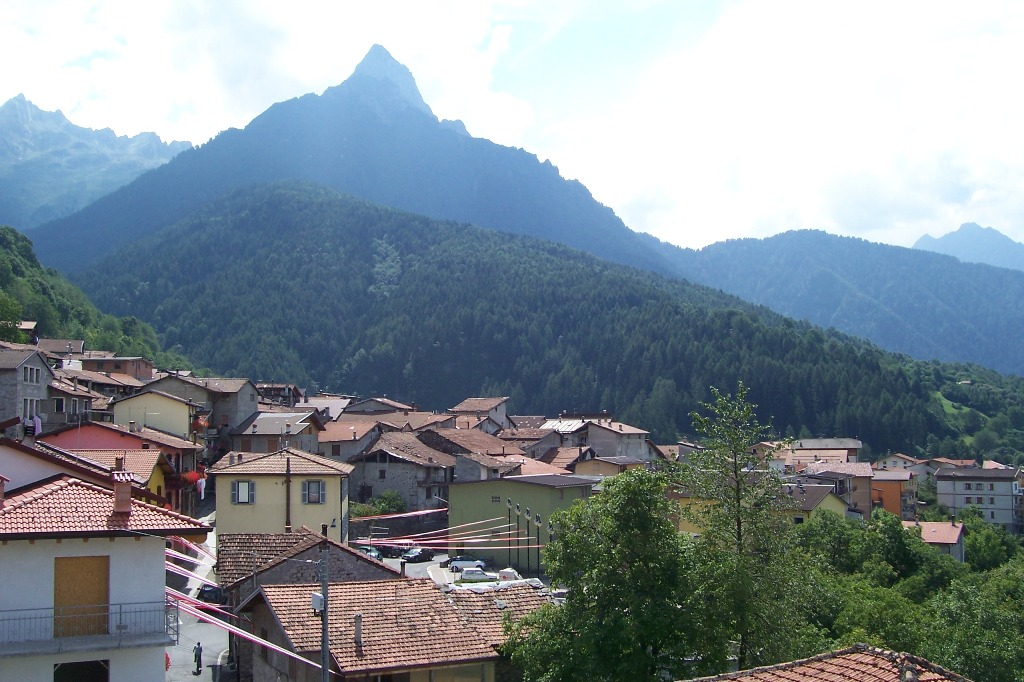
Panorama dalla Chiesa
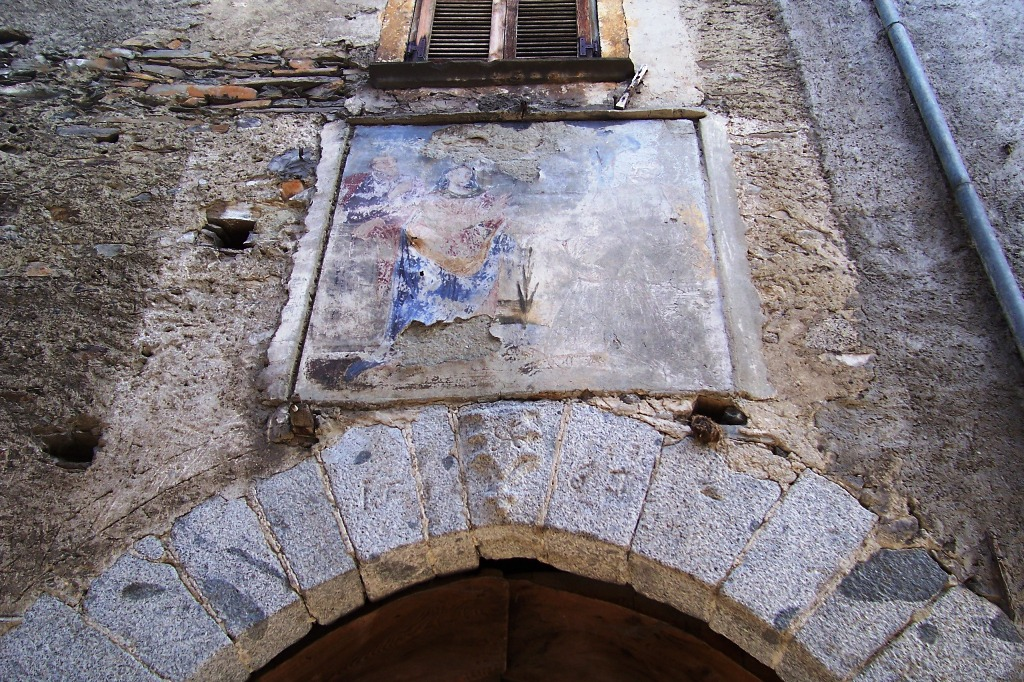
Portale
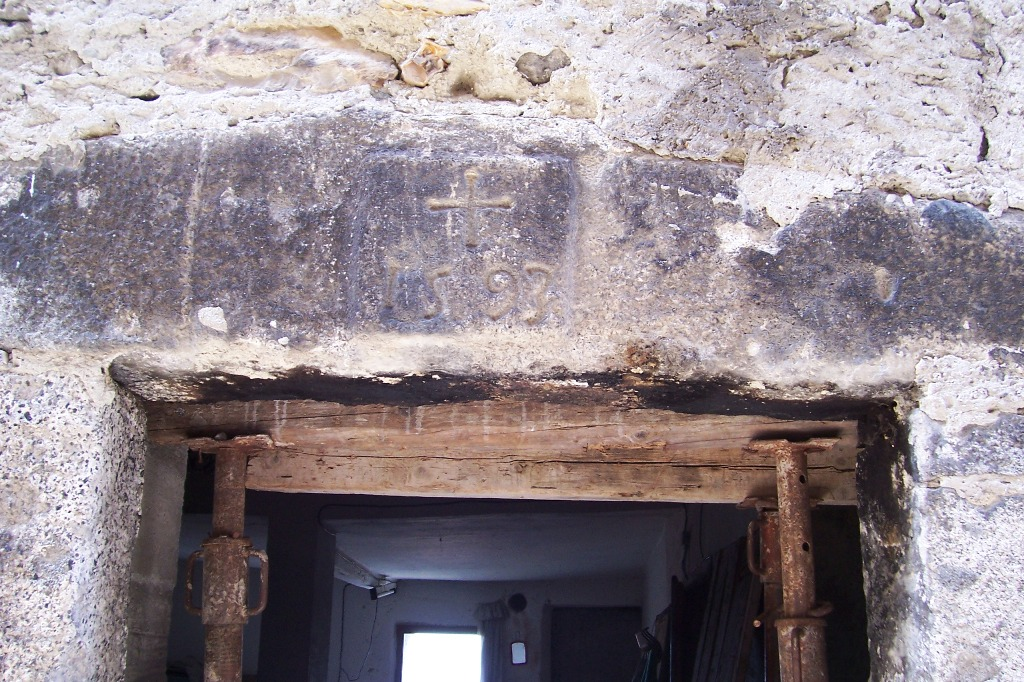
Portale
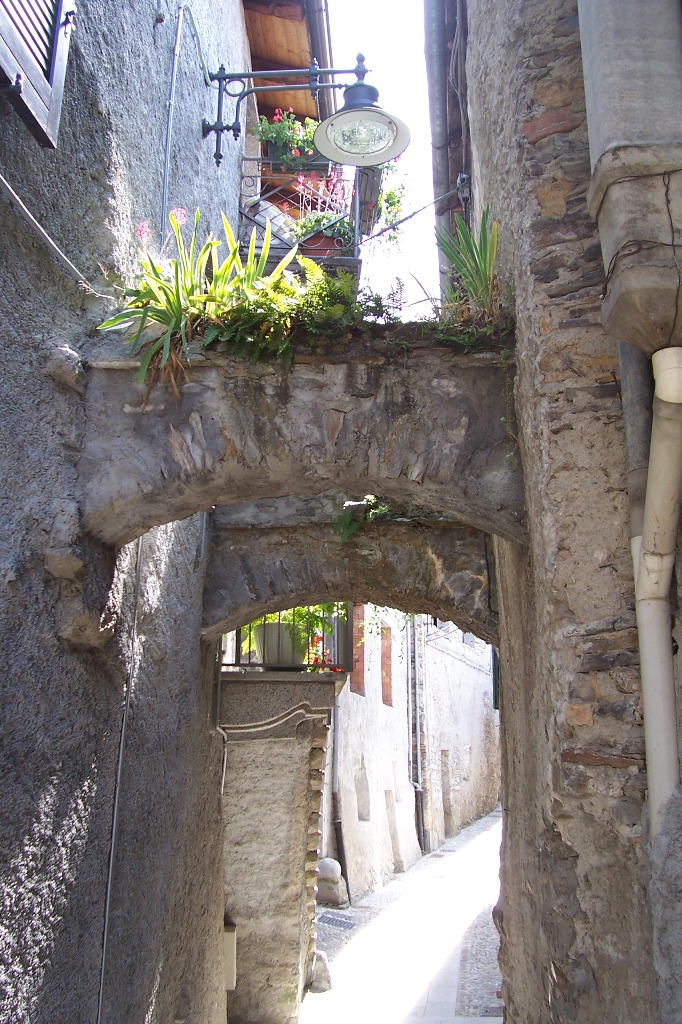
Strada
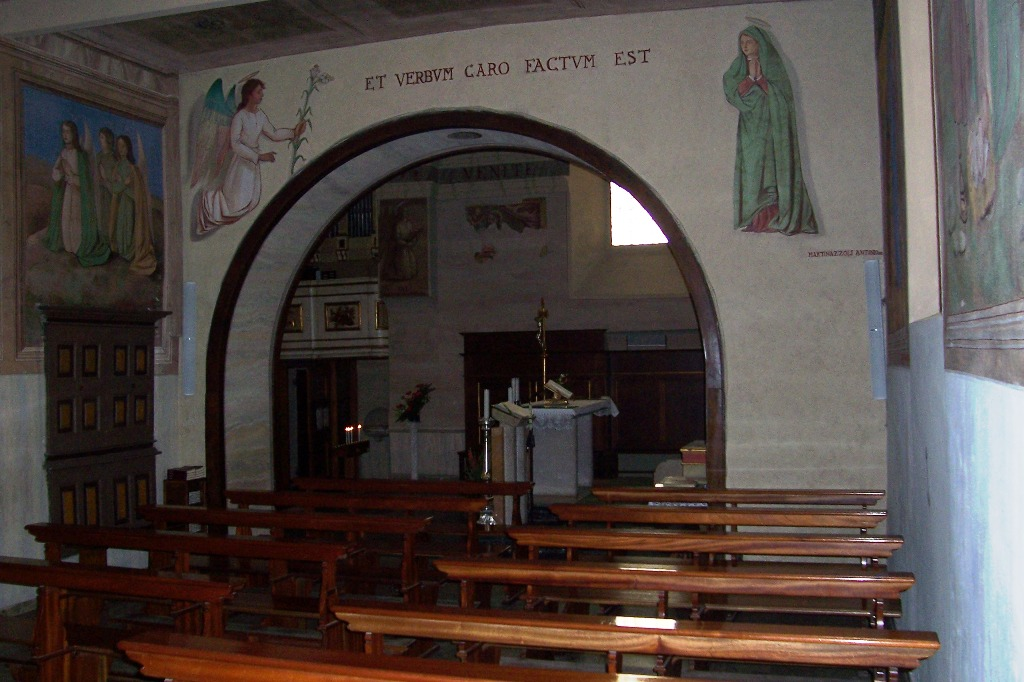
San Gaudenzio - interno
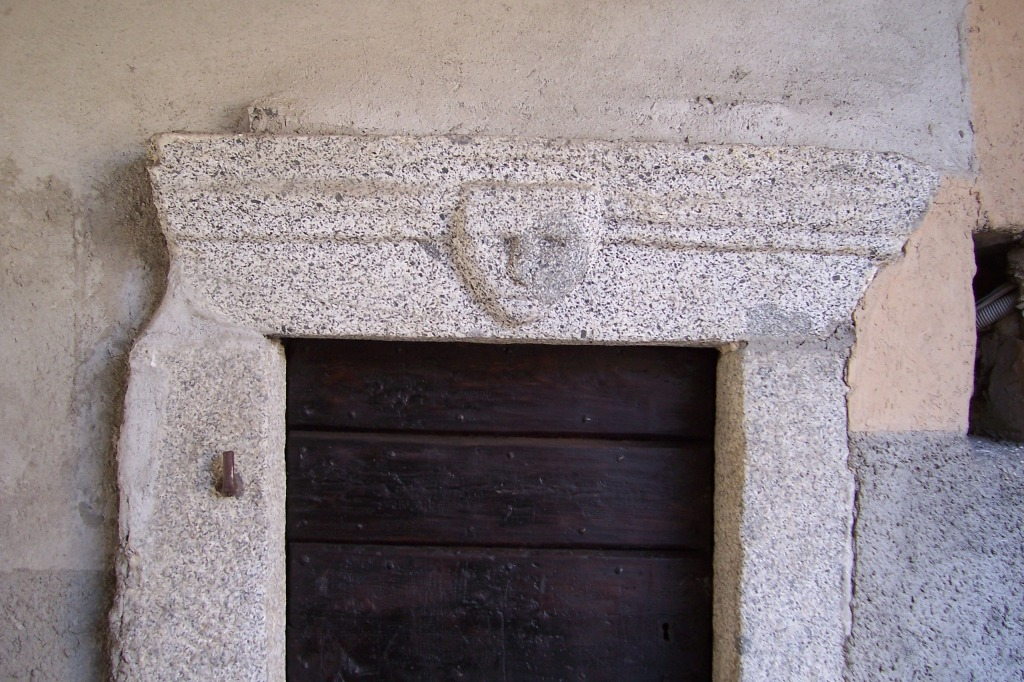
Portale laterale di San Gaudenzio